# Leonardo Severi
Leonardo Severi (Fano, 31 dicembre 1882 – Fano, 28 maggio 1958) è stato un funzionario e politico italiano.

## Biografia
Nel 1913 fu nominato provveditore agli studi di Potenza. Vice capo di gabinetto di Benedetto Croce quando questi, dal 1920 al 1921, era ministro della pubblica Istruzione, nel 1922 fu capo di gabinetto del ministro Giovanni Gentile e svolse un ruolo di primo piano nella riforma scolastica di Gentile. Nel 1924 divenne direttore generale dell'istruzione media fino al 1928, quando fu collocato a riposo.  
Nel 1926 si iscrisse al PNF, nominato consigliere di Stato dal 1932.  Subito dopo la caduta di Mussolini, fu ministro dell'Educazione nazionale nel primo governo Badoglio (luglio 1943). Intraprese l'opera di epurazione dei dirigenti fascisti e di defastiscizzazione dei testi scolastici ed ebbe un ruolo importante nella vicenda in cui Giovanni Gentile, direttore della Scuola Normale di Pisa, venne costretto alle dimissioni. Dopo l'8 settembre riparò a San Giovanni in Laterano, e non poté esercitare di fatto il dicastero. 
Fondò e diresse gli «Annali dell'istruzione media» e scrisse Il problema della scuola (1946). Dal febbraio 1951 al dicembre 1952 fu presidente del Consiglio di Stato.